# Stottoff
Stottoff, niedersorbisch Štotup, ist ein amtlich ausgewiesener Wohnplatz und ehemaliger Ortsteil der Stadt Lübbenau/Spreewald im Landkreis Oberspreewald-Lausitz in Brandenburg.

## Lage

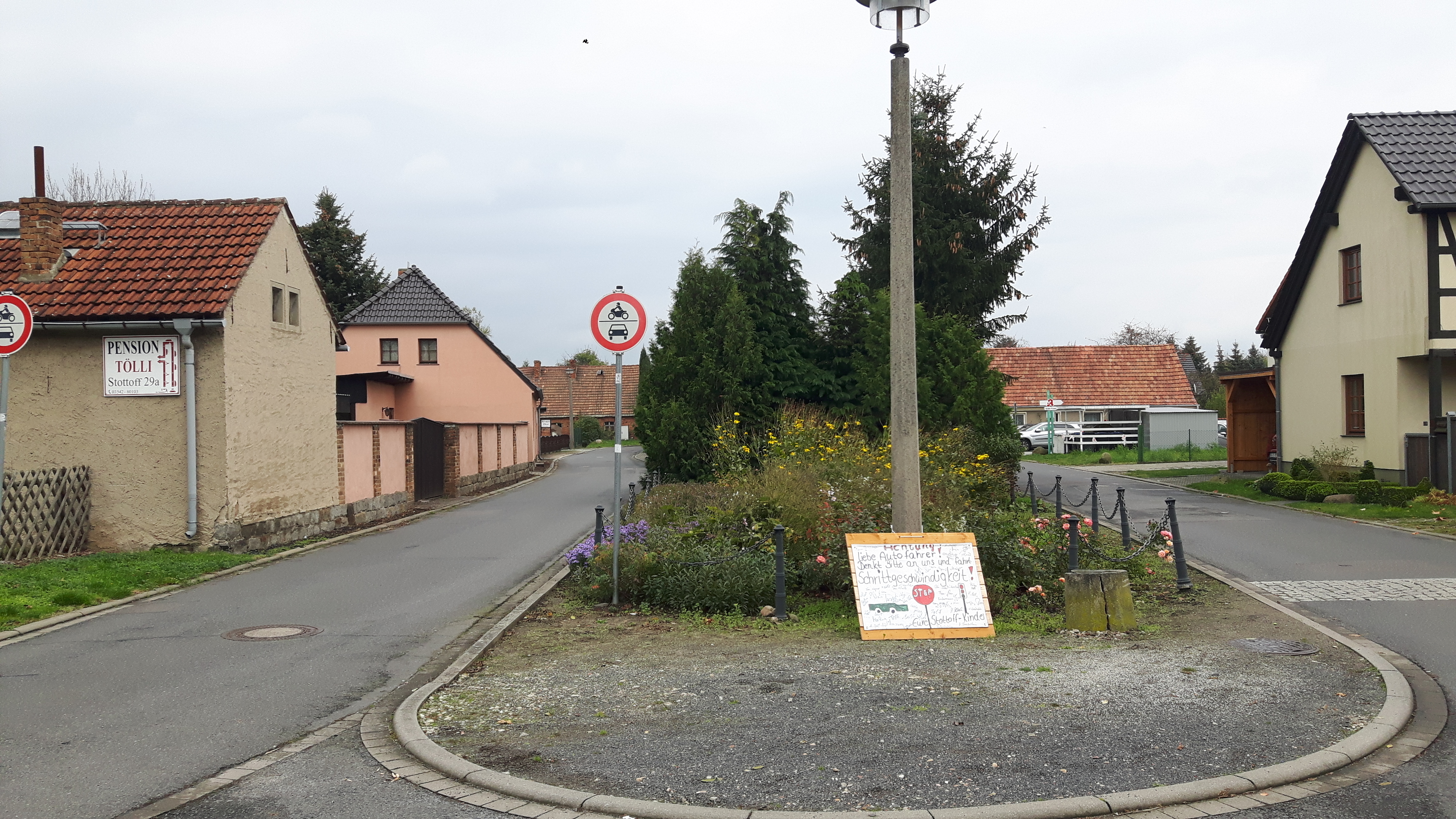
Südliches Dorfende (2017)

Stottoff liegt in der Niederlausitz im Biosphärenreservat Spreewald und zählt zum amtlichen Siedlungsgebiet der Sorben/Wenden. Der Ort ist heute baulich mit der Stadt Lübbenau verschmolzen. Lediglich der Straßenname „Stottoff“ weist auf den Wohnplatz hin. Nördlich von Stottoff liegen die historischen Dörfer Kampe und Haag, östlich Recklin.
Stottoff liegt nördlich der Landesstraße 49 von Lübben nach Cottbus. Durch Stottoff fließt die Kamske, ein Nebenarm der Spree.

## Geschichte
Stottoff ist erstmals 1315 als „Stotup“ in einer Urkunde belegt. Für den Ortsnamen gibt es mehrere Deutungsmöglichkeiten. Vermutlich leitet sich dieser wie auch bei der nahegelegenen Wüstung Stoßdorf von der imperativischen Form „Stoß auf“ ab, womit eine Ausbausiedlung gemeint ist. Der Ort hieß bis ins 20. Jahrhundert Stotthof, dieser Name deutet auf die Lage vor der damaligen Stadtgrenze Lübbenaus hin.
Das Straßenangerdorf Stottoff lag ab seiner Ersterwähnung in der Herrschaft Lübbenau. Zunächst bestand der Ort nur aus einigen Gehöften, bis sich im Juli 1644 die Bewohner des bei dem Gefecht bei Lübbenau während des Dreißigjährigen Kriegs zerstörten Dorfes Boschwitz in Stottoff ansiedelten. Die Anzahl der Gehöfte wuchs von 16 im Jahr 1620 auf 32 Gehöfte im Jahr 1751 an. Die Bevölkerung lebte überwiegend von Obst- und Gemüseanbau. Insbesondere Kartoffeln wurden auf der relativ kleinen Stottoffer Gemarkung angebaut. So versprachen die Einwohner Stottoffs im Jahr 1751 bei der Antragstellung für eine Schule für die 48 Kinder im Dorf dem Schulmeister zusätzlich zum Jahresgehalt je eine Metze Kartoffeln. An der Stottoffer Schule wurde bis 1929 unterrichtet, danach besuchten die Stottoffer Kinder die Schule in Lübbenau.
In Stottoff befindet sich eine der ältesten noch existierenden Familienunternehmen, die einheimische Gurken und Gemüse einlegen: die 1925 gegründete Firma SpreewaldMüller.
1840 hatte der Ort Stotthof 304 Einwohner und war nach Lübbenau eingepfarrt. Bis 1864 stieg die Zahl der Einwohner auf 339. In Stottoff floss früher die Stottoffer Kahnfahrt, welche das Dorf mit der Spree verband. Wegen der Hochwassergefahr wurde 1913 die Eindeichung der Kahnfahrt beschlossen, 1935 wurde der Deich durch den Reichsarbeitsdienst errichtet. Durch die Eindeichung war Stottoff zwar nun nicht mehr durch Hochwasser gefährdet, allerdings trocknete die Kahnfahrt bald danach aus. Nachdem zuvor jedes Haus im Dorf einen Steg an der Kahnfahrt hatte, wurde der Graben 1938 zugeschüttet.
Seit April 1933 wurde in Stottoff eine Schankwirtschaft betrieben. Seit 1940 wurde das Gebäude als Kindergarten und zur Unterbringung von Flüchtlingen aus den deutschen Ostgebieten genutzt. Das ehemalige Gasthaus Jarick wurde von 1946 bis 1950 an den Landwirt Karl Stephan verpachtet, der dort seine Feldfrüchte lagerte. Zwischen 1953 und 1962 wurde das Gebäude von der Konsumgenossenschaft genutzt.
Ursprünglich war Stottoff ein Vorort von Lübbenau, wuchs allerdings nach und nach mit dem sich ausdehnenden Lübbenau zusammen und ist heute nur noch durch den Straßennamen erkennbar.
Nach den Vereinbarungen des Wiener Kongresses kam Stottoff an das Königreich Preußen und lag im Landkreis Calau. Zum 26. Dezember 1929 wurde Stottoff zusammen mit Stennewitz nach Lübbenau eingemeindet. Am 25. Juli 1952 wurde Stottoff dem neu gebildeten Kreis Calau im Bezirk Cottbus zugeordnet. Nach der Wende lag der Ortsteil im Landkreis Calau in Brandenburg. Nach der Kreisreform in Brandenburg am 6. Dezember 1993 wurde Stottoff als Teil Lübbenaus dem neu gebildeten Landkreis Oberspreewald-Lausitz zugeordnet. Nach der Gemeindereform am 26. Oktober 2003 wurde Stottoff zu einem Wohnplatz herabgestuft.

## Bevölkerungsentwicklung
| 1875 | 388 | 1910 | 336 |
| 1890 | 398 | 1925 | 335 |